# Tennislife Cup 2007
Il Tennislife Cup 2007 è stato un torneo di tennis facente parte della categoria ATP Challenger Series nell'ambito dell'ATP Challenger Series 2007. Il torneo si è giocato a Napoli in Italia dal 24 al 30 settembre 2007 su campi in terra rossa.

## Vincitori

### Singolare
Jurij Ščukin ha battuto in finale  Martín Vassallo Argüello con il punteggio di 7–6(3), 6–1

### Doppio
Tomas Behrend /  Christopher Kas hanno battuto in finale  Leonardo Azzaro /  Alessandro Motti con il punteggio di 7–6(5), 6–2